# Ciúme patológico
Ciúme patológico, também conhecido como ciúme mórbido, síndrome de Otelo ou ciúme delirante, é um distúrbio psicológico no qual uma pessoa se preocupa com o pensamento de que seu cônjuge ou parceiro sexual está sendo infiel sem ter nenhuma prova real, junto com socialmente inaceitável ou comportamento anormal relacionado a esses pensamentos. As formas de psicopatologia mais comumente citadas no ciúme mórbido são os delírios e as obsessões. É considerado um subtipo de transtorno delirante.
Supervalorização de uma ideia, que é definida como “uma ideia aceitável e compreensível perseguida pelo paciente além dos limites da razão. A ideia não é resistida e, embora não seja um delírio, o paciente caracteristicamente atribui extrema importância à investigação e manutenção da fidelidade do parceiro em grande desvantagem pessoal e angústia do parceiro”. As ideias supervalorizadas caracterizam-se por existirem no próprio pensamento do indivíduo, sendo egossintônicas; significando que as ideias projetam os comportamentos, valores e sentimentos que estão alinhados com os desejos e objetivos do ego do indivíduo, ou consistentes com a autoimagem ideal do indivíduo, as ideias também são passíveis de raciocínio, mas não são resistidas.